# Nicholson Lake
Nicholson Lake är en sjö i Kanada.   Den ligger i territoriet Northwest Territories, i den centrala delen av landet, 2 600 km nordväst om huvudstaden Ottawa. Nicholson Lake ligger 274 meter över havet.
Trakten runt Nicholson Lake är nära nog obefolkad, med mindre än två invånare per kvadratkilometer.